# Michael Bregnsbo
Michael Bregnsbo (født 1962) er en dansk historiker. Han er lektor ved Syddansk Universitet og har især beskæftiget sig med dansk og europæisk historie i perioden 1500-1900 og navnlig enevælden. Han har desuden forfattet flere historiske fagbøger.
Bregnsbo er uddannet cand.phil. i historie fra Københavns Universitet i 1989 og opnåede derefter ph.d. samme sted, som han færdiggjorde i 1994. I flere omgange har han været på studieophold på University of Cambridge i England.